# 小野茂
小野 茂（おの しげる、1930年11月15日 - 2014年9月10日）は、日本の英語学者、東京都立大学名誉教授。

## 略歴
東京府生まれ。父は官僚・政治家の小野哲。旧制武蔵高等学校卒、1953年東京大学文学部英文科卒業。同年学習院大学助手、1955年専任講師、1959年一橋大学専任講師、1962年東京都立大学助教授、1974年教授。1969年から1970年までペンシルヴェニア大学留学。1971年「英語法助動詞の発達」で文学博士（東京大学）。東京都立大学名誉教授、1988年昭和女子大学教授。2000年退職。中世英語英文学会会長、国際アングロサクソニスト学会（ISAS）名誉会員。妻は小野恭子（1930年 - ）津田塾大学名誉教授（ジョイス研究）。

## 著書
- 『英語法助動詞の発達』（研究社出版 1969年）
- 『フィロロジーへの道』（研究社選書 1981年）
- 『英語史の諸問題』（南雲堂 1984年）
- 『On Early English Syntax and Vocabulary』（南雲堂、1989年）
- 『英語史研究室』（南雲堂 1990年）
- 『フィロロジーの愉しみ』（南雲堂 1998年）
- 『フィロロジスト 言葉・歴史・テクスト』（南雲堂 2000年）
- 『フィロロジーのすすめ』（開文社出版 2003年）
- 『歴史の中の英語』（南雲堂 2008年）

### 共編著
- 『英語慣用句小辞典』（乾亮一共編 研究社英語小辞典シリーズ 1959年）
- 『英語学大系 第8巻 英語史 1』（中尾俊夫共著 大修館書店 1980年）

### 翻訳
- リチャード・バックル編『英国社会階層と言語表現 UとノンU再考』（秀文インターナショナル 1982年）
- Maxine Tull Boatner, John Edward Gates 編 Adam Makkai 改訂『バロン現代英語熟語辞典』（共編訳 秀文インターナショナル 1982年）
- R.W.チェインバーズ『英語散文の連続性について アルフレッドからモアとその一派まで』（斉藤俊雄共訳 英潮社新社 英潮社新社・英語学・英文学叢書 1987年）
- A.Johnson『ロングマンよく使われる英語の慣用句とことわざ事典』（訳編 秀文インターナショナル 1995年）
- ジェリー・ノールズ『文化史的にみた英語史』（小野恭子共訳 開文社出版 1999年）
- ハイナー・ギルマイスター『英語史の基礎知識』（開文社出版 2000年）
- ワーズワス、シェリー、キーツ『小野茂訳詩集』南雲堂 2000年）

### 記念論文集
- 『英語文献学研究 小野茂博士還暦記念論文集』（秦宏一、井出光ほか編 南雲堂 1990年）

## 参考
- 小野茂「研究余滴 〈エッセイ 2〉英語と私」『学苑』第874号、光葉会、2013年8月、64-71頁、ISSN 1348-0103、NAID 110009596006。